# Rege al Italiei

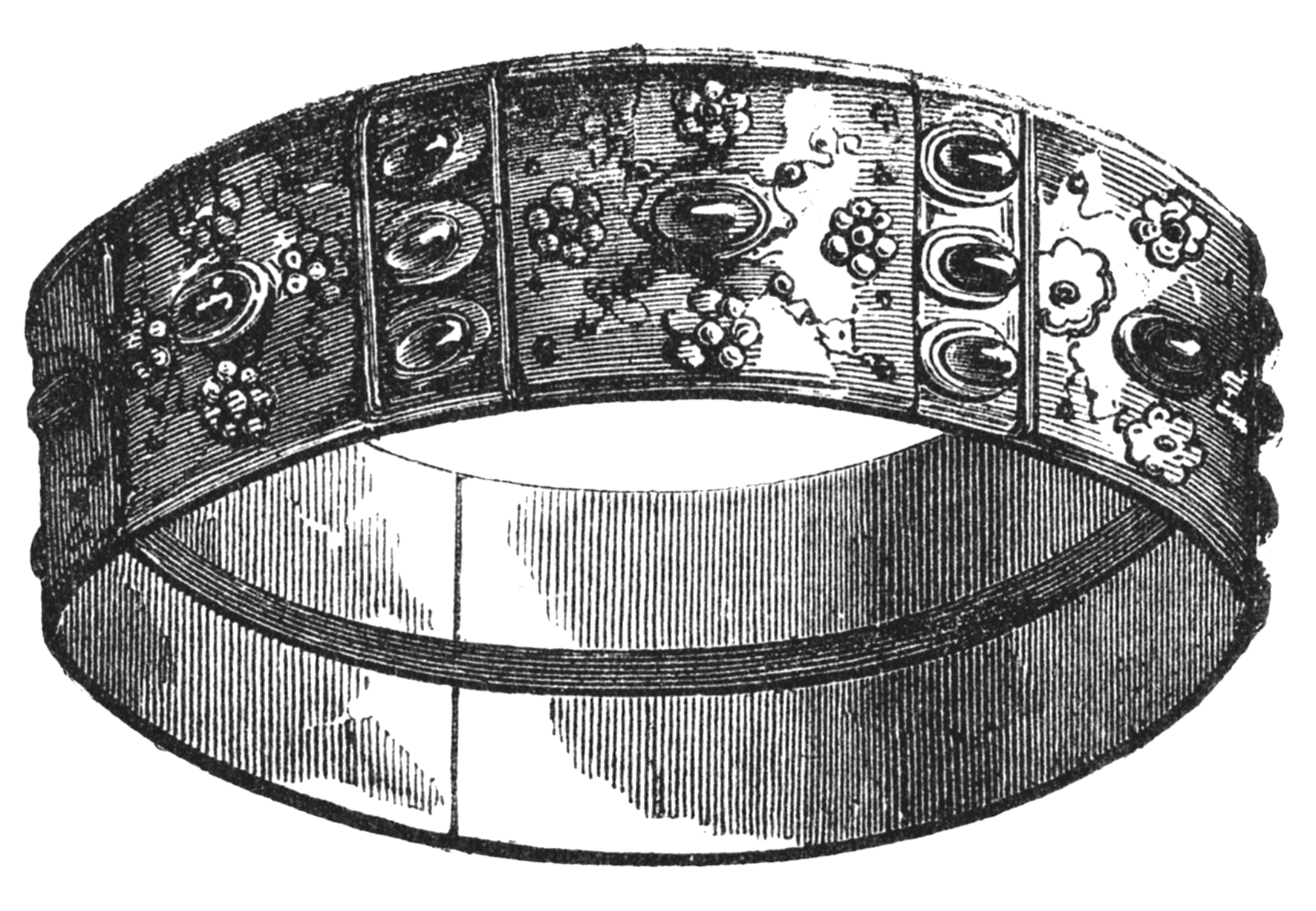
Coroana de fier a regilor longobarzi, utilizată pentru încoronarea regilor Italiei

Regele Italiei (în limba latină: rex Italiae; în limba italiană: re d'Italia) este un titlu de mulți conducători din Peninsula Italică după căderea Imperiului Roman de Apus. Cu toate acestea, începând din secolul al VI-lea nu a existat niciun "rege al Italiei" care să fi condus în întreaga peninsulă până la Victor Emanuel al II-lea, atunci când Roma a fost în cele din urmă cucerită de către italieni în 1870, deși unii dintre suverani au emis asemenea pretenții de autoritate. Mai mult decât atât, în paralel cu pretențiile unui regat al Italiei, s-au ivit situații în care pe cuprinsul Peninsulei Italice să fi existat nu numai alte state, dar chiar și regate, precum Regatul Siciliei sau Regatul Neapolelui.
Ultimul rege din perioada medievală a fost Carol Quintul (inclusiv). Începând cu succesorul său, Ferdinand I, Împărat Roman, titlul regal s-a menținut, dar ritualul de încoronare a fost abandonat.

## Dux (Italiae)
- Odoacru (476-493), rege al herulilor

## Regatul ostrogotdin Italia (493–553)
- Theodoric "cel Mare" (493–526)
- Athalaric (526–534)
- Theodahad (534–536)
- Vitiges (536–540)
- Ildibad (540–541)
- Eraric (541)
- Totila (541–552)
- Teia (552–553)

## Regatul longobard(568–814)
- Alboin (568–572)
- Cleph (572–574)

Interregnum
- Authari (584–590)
- Agilulf (591–cca. 616)
- Adaloald (cca. 616–cca. 626)
- Arioald (cca. 626–636)
- Rothari (636–652)
- Rodoald (652–653)
- Aripert (653–661)
- Perctarit și Godepert (661–662)
- Grimoald I (662–671) (de asemenea duce longobard de Benevento)
- Perctarit (671–688), restaurat
- Alagis (Alahis) (688–689), rebel (de asemenea duce de Trento)
- Cunincpert (688–700)
- Liutpert (700–701)
- Raginpert (701)
- Aripert al II-lea (701–712)
- Ansprand (712)
- Liutprand (712–744)
- Hildeprand (744)
- Ratchis (744–749)
- Aistulf (749–756)
- Desiderius (756–774)

## Regatul francdin Italia (781–963)
- Carol "cel Mare" (774–814) (de asemenea rege al francilor, rege al Italiei, rege al Bavariei, împărat roman)
- Pepin (781–810)
- Bernard (810–818)
- Ludovic I "cel Pios" (818–822) (de asemenea rege al francilor, împărat roman, rege al Bavariei, rege al Italiei)
- Lothar I (822–855) (de asemenea rege al Bavariei, rege de Lotharingia, împărat roman)
- Ludovic al II-lea cel Tânăr (844–875) (de asemenea rege al Franciei Orientale, împărat roman)
- Carol al II-lea "cel Pleșuv" (875–877) (de asemenea rege al Franciei Occidentale, împărat roman)
- Carloman (877–879) (de asemenea rege al Bavariei)
- Carol al III-lea "cel Gras" (879–887) (de asemenea rege de Alemania, rege al Franciei Occidentale, rege al Franciei Orientale, rege de Lotharingia, rege al Bavariei, împărat roman)

După 887, Italia a intrat într-o perioadă de instabilitate, în care mulți conducători locali au revendicat simultan Regatul Italiei:
- Berengar I (888–896) (de asemenea margraf de Friuli, împărat roman)

vasal al regelui Arnulf de Carintia al Germaniei, cu dominația restrânsă la Marca friulană, depus de același Arnulf în 896.
- Guy (889–894) (de asemenea duce de Spoleto și Camerino, împărat roman)

oponent al lui Berengar I, a condus cea mai mare parte din Italia, sfârșind prin a fi depus de Arnulf de Carintia.
- - Lambert (891–896) (de asemenea duce de Spoleto și Camerino, împărat roman)

vicerege pentru tatăl său, Guy.
- Arnulf (894–899)[1] (de asemenea rege al Franciei răsăritene, împărat roman)
  - Ratold (896), vicerege

În 896, Arnulf și Ratold au pierdut controlul asupra Italiei, care a fost divizată între Berengar I și Lambert:
- Berengar I (896–924) (restaurat)

a preluat și posesiunea lui Lambert, după moartea acestuia în 898.
- Lambert (896–898) (restaurat)

- Ludovic al III-lea "cel Orb" (900-905) (de asemenea rege de Burgundia Inferioară (Provence), împărat roman)

oponent al lui Berengar I, 900-902 și 905.
- Rudolf I (922–933) (de asemenea rege de Burgundia Inferioară (Provence), rege al Burgundiei Superioare)

l-a înfrânt pe Berengar, dar a părăsit Italia în 926.
- Ugo de Arles (926–947) (de asemenea conte de Arles și de Vienne)

ales de susținătorii lui Berengar în 925, a rezidat în Provence după 945.
- Lothar al II-lea (945–950)

- Berengar al II-lea (950–961) (de asemenea margraf de Ivrea)

în comun cu fiul său:
- Adalbert (950–963) (de asemenea margraf de Ivrea)

În 951, împăratul Otto I de Germania a invadat Italia și a fost încoronat ca "rege al longobarzilor". În 952, Berengar și Adalbert i-au devenit vasali, însă au rămas regi până la depunerea lor de către Otto.

## Regi ai Italiei în cadrulImperiului romano-german(962–1648)

### Dinastia Ottoniană(saxonă)
| Imagine | Nume, alte titluri                                                                        | Perioada de viață          | Încoronat la:      | Încheierea domniei la: |
| ------- | ----------------------------------------------------------------------------------------- | -------------------------- | ------------------ | ---------------------- |
|         | Otto I "cel Mare" (de asemenea duce de Saxonia, rege al Germaniei, împărat romano-german) | 23 noiembrie 912-7 mai 973 | 2 februarie 962    | 7 mai 973              |
|         | Otto al II-lea (de asemenea rege al Germaniei, împărat romano-german)                     | 955-7 decembrie 983        | cca. octombrie 980 | 7 decembrie 983        |
|         | Otto al III-lea (de asemenea rege al Germaniei, împărat romano-german)                    | 980-23 ianuarie 1002       | cca. februarie 996 | 23 ianuarie 1002       |
|         | Arduin I (de asemenea margraf de Ivrea)                                                   | 955-1015                   | 1002               | 1014                   |
|         | Henric al II-lea (de asemenea rege al Germaniei, împărat romano-german)                   | 6 mai 973-13 iulie 1024    | 14 februarie 1004  | 13 iulie 1024          |

### Dinastia Saliană(franconă)
| Imagine | Nume, alte titluri                                                                                                 | Perioada de viață                  | Încoronat la:     | Încheierea domniei la: |
| ------- | --- | ---------------------------------- | ----------------- | ---------------------- |
|         | Conrad al II-lea (de asemenea conte de Speyer și Worms, duce de Bavaria, rege al Germaniei, împărat romano-german) | 990-4 iunie 1039                   | 26 martie 1027    | 4 iunie 1039           |
|         | Henric al III-lea (de asemenea duce de Bavaria, rege al Germaniei, împărat romano-german)                          | 29 octombrie 1017-5 octombrie 1056 | 25 decembrie 1046 | 5 octombrie 1056       |
|         | Henric al IV-lea (de asemenea duce de Bavaria, rege al Germaniei, împărat romano-german)                           | 11 noiembrie 1050-7 august 1106    | 31 martie 1084    | Decembrie 1105         |
|         | Henric al V-lea (de asemenea rege al Germaniei, împărat romano-german)                                             | 8 noiembrie 1086-23 mai 1125       | 13 aprilie 1111   | 23 mai 1125            |

### Dinastia Staufen (sau Hohenstaufen)
| Imagine | Nume, alte titluri                                                                             | Perioada de viață                 | Încoronat la:   | Încheierea domniei la: |
| ------- | ---------------------------------------------------------------------------------------------- | --------------------------------- | --------------- | ---------------------- |
|         | Conrad al III-lea (de asemenea rege al Germaniei)                                              | 1093-15 februarie 1152            | Iunie 1128      | 1135                   |
|         | Frederic I "Barbarossa" (de asemenea duce de Suabia, rege al Germaniei, împărat romano-german) | 1122-10 iunie 1190                | 1154            | 10 iunie 1190          |
|         | Henric al VI-lea (de asemenea rege al Germaniei, rege al Siciliei, împărat romano-german)      | Noiembrie 1165-28 septembrie 1197 | 14 aprilie 1191 | 28 septembrie 1197     |

### Dinastia Welfilor
| Imagine | Nume, alte titluri                                                    | Perioada de viață         | Încoronat la: | Încheierea domniei la: |
| ------- | --------------------------------------------------------------------- | ------------------------- | ------------- | ---------------------- |
|         | Otto al IV-lea (de asemenea rege al Germaniei, împărat romano-german) | 1175 sau 1176-19 mai 1218 | 1208          | 1212                   |

### Casa de Luxemburg
| Imagine | Nume, alte titluri                                                                           | Perioada de viață   | Încoronat la:   | Încheierea domniei la: |
| ------- | -------------------------------------------------------------------------------------------- | ------------------- | --------------- | ---------------------- |
|         | Henric al VII-lea (de asemenea conte de Luxemburg, rege al Germaniei, împărat romano-german) | 1275-24 august 1313 | 6 ianuarie 1311 | 24 august 1313         |

### Casa de Wittelsbach
| Imagine | Nume, alte titluri | Perioada de viață                | Încoronat la: | Încheierea domniei la: |
| ------- | --- | -------------------------------- | ------------- | ---------------------- |
|         | Ludovic al IV-lea (de asemenea duce al Bavariei Superioare și Inferioare, conte palatin al Rinului, margraf de Brandenburg, conte de Hainaut, de Olanda și Zeelanda, rege al Germaniei, împărat romano-german) | 1 aprilie 1282-11 octombrie 1347 | 1327          | 11 octombrie 1347      |

### Casa de Luxemburg
| Imagine | Nume, alte titluri | Perioada de viață                  | Încoronat la:  | Încheierea domniei la: |
| ------- | --- | ---------------------------------- | -------------- | ---------------------- |
|         | Carol al IV-lea (de asemenea conte de Luxemburg, rege al Boemiei, rege al Germaniei, împărat romano-german)                 | 14 mai 1316-29 noiembrie 1378      | 5 aprilie 1355 | 29 noiembrie 1378      |
|         | Venceslau (de asemenea margraf de Brandenburg, duce de Luxemburg, rege al Boemiei, rege al Germaniei)                       | 26 februarie 1361-16 august 1419   | 1378           | -                      |
|         | Sigismund (de asemenea rege al Ungariei, rege al Boemiei, margraf de Brandenburg, rege al Germaniei, împărat romano-german) | 14 februarie 1368-9 decembrie 1437 | 1410           | 9 decembrie 1437       |

### Casa de Habsburg
| Imagine | Nume | Perioada de viață                    | Încoronat la:  | Încheierea domniei la: |
| ------- | --- | ------------------------------------ | -------------- | ---------------------- |
|         | Albert al II-lea "Magnanimul" (de asemenea arhiduce de Austria, rege al Ungariei, rege al Boemiei, duce de Luxemburg, rege al Germaniei) | 10 august 1397 - 27 august 1439      | 1437           | 27 October 1439        |
|         | Frederic al III-lea (de asemenea duce de Austria Interioară, rege al Germaniei, împărat romano-german) | 21 septembrie 1415-19 august 1493    | 19 martie 1452 | 19 august 1493         |
|         | Maximilian I (de asemenea duce de Austria, duce de Burgundia, rege al Germaniei, împărat romano-german) | 22 martie 1459-12 ianuarie 1519      | Împărat ales   | 12 ianuarie 1519       |
|         | Carol al V-lea (de asemenea duce de Austria, duce de Burgundia, duce de Brabant, duce de Luxemburg, margraf de Namur, conte de Flandra, conte de Hainaut, conte de Olanda și Zeelanda, rege al Spaniei, rege al Germaniei, rege al Neapolelui, rege al Siciliei, împărat romano-german) | 24 februarie 1500-21 septembrie 1558 | februarie 1530 | 16 ianuarie 1556       |

Ferdinand I de Habsburg, fratele lui Carol Quintul, succesor al acestuia, a continuat să utilizeze formula de "rege al Italiei", însă nu a fost niciodată ca atare, ca și urmașii săi.

## Regatul Italiei(napoleonian; 1805–1814)
| Imagine | Stema | Nume       | Perioada de viață           | Încoronat la:  | Încheierea domniei la: |
| ------- | ----- | ---------- | --------------------------- | -------------- | ---------------------- |
|         |       | Napoleon I | 15 august 1769 - 5 mai 1821 | 17 martie 1805 | 11 aprilie 1814        |

## Regatul Italiei(1861–1946)
| Imagine | Stema | Nume                | Perioada de viață                     | Încoronat la:   | Încheierea domniei la: |
| ------- | ----- | ------------------- | ------------------------------------- | --------------- | ---------------------- |
|         |       | Victor Emmanuel II  | 14 martie 1820 - 9 ianuarie 1878      | 17 martie 1861  | 9 ianuarie 1878        |
|         |       | Umberto I           | 14 martie 1844 - 29 iulie 1900        | 9 ianuarie 1878 | 29 iulie 1900          |
|         |       | Victor Emmanuel III | 11 noiembrie 1869 - 28 decembrie 1947 | 29 iulie 1900   | 9 mai 1946             |
|         |       | Umberto II          | 15 septembrie 1904 - 18 martie 1983   | 9 mai 1946      | 12 iunie 1946          |